# Dealul Bărboiu
Dealul Bărboiu (504 m altitudinea maximă) este o structură anticlinală  ce face parte din unitatea  de orogen situată pe flancul exterior al Carpaților Orientali - Subcarpații Moldovei.

## Delimitări
Este situat între Depresiunea Cracău-Bistrița la nord, Dealul Runc la nord-est, Culoarul Siretului la est, fiind despărțit de către Râul Trebiș de  Culmea Pietricica aflată la sud. Spre vest și sud-vest se învecinează cu Valea Tazlăului și depresiunea omonimă.
Este structurat din formațiuni sarmațiene fiind considerat drept rest al unei trepte piemontane de la sfârșitul pliocenului și din cuaternar.